# Curlingvilágbajnokok listája

Az alábbi táblázatok a curling-világbajnokságok férfi és női csapatgyőzteseit tartalmazzák.
Hivatalosan az első férfi világbajnokságot 1968-ban a kanadai Pointe Claire-ben, az első női világbajnokság pedig 1979-ben a skóciai Perthben került megrendezésre. A korábban más neveken szervezett versenyeket (1959–1967 között Scotch  Whisky Cup, 1968–1985 között Air Canada Silver Broom, 1986–1988 között IOC President's Cup, 1989-ben és 1990-ben WCF Championships, a következő két évben Safeway  World Curling Championship, majd két évig újra WCF  Championships, 1995 óta Ford World Curling Championship) később  a nemzetközi szövetség világbajnokságnak ismerte el.

## Férfi csapatok
| Év, helyszín                      | Világbajnokok                                                                         | Ország     |
| --------------------------------- | ------------------------------------------------------------------------------------- | ---------- |
| 1959 Falkirk/Edinburgh            | Ernie Richardson, Arnold Richardson, Garnet Richardson, Wes Richardson                | Kanada     |
| 1960 Falkirk                      | Ernie Richardson, Arnold Richardson, Garnet Richardson, Wes Richardson                | Kanada     |
| 1961 Ayr/Falkirk/Perth/ Edinburgh | Hector Gervais, Ray Werner, Vic Raymer, Wally Ursuliak                                | Kanada     |
| 1962 Falkirk/Edinburgh            | Ernie Richardson, Arnold Richardson, Garnet Richardson, Wes Richardson                | Kanada     |
| 1963 Perth                        | Ernie Richardson, Arnold Richardson, Garnet Richardson, Mel Perry                     | Kanada     |
| 1964 Calgary                      | Lyall Dagg, Leo Hebert, Fred Britton, Barry Naimark                                   | Kanada     |
| 1965 Perth                        | Bud Somerville, Bill Strum, Al Gagne, Tom Wright                                      | USA        |
| 1966 Vancouver                    | Ron Northcott, George Fink, Bernie Sparkes, Fred Storey                               | Kanada     |
| 1967 Perth                        | Chuck Hay, John Bryden, Alan Glen, David Howie                                        | Skócia     |
| 1968 Pointe Claire                | Ron Northcott, Jimmy Shields, Bernie Sparkes, Fred Storey                             | Kanada     |
| 1969 Perth                        | Ron Northcott, Dave Gerlach, Bernie Sparkes, Fred Storey                              | Kanada     |
| 1970 Utica                        | Don Duguid, Rod Hunter, Jim Pettapiece, Bryan Wood                                    | Kanada     |
| 1971 Megève                       | Don Duguid, Rod Hunter, Jim Pettapiece, Bryan Wood                                    | Kanada     |
| 1972 Garmisch-Partenkirchen       | Orest Meleschuk, Dave Romano, John Hanesiak, Pat Hailley                              | Kanada     |
| 1973 Regina                       | Kjell Oscarius, Bengt Oscarius, Tom Schaeffer, Claes-Göran Carlman                    | Svédország |
| 1974 Bern                         | Bud Somerville, Bob Nichols, Bill Strum, Tom Locken                                   | USA        |
| 1975 Perth                        | Otto Danieli, Roland Schneider, Rolf Gautschi, Ueli Mülli                             | Svájc      |
| 1976 Duluth                       | Bruce Roberts, Joe Roberts, Gary Kleffman, Jerry Scott                                | USA        |
| 1977 Karlstad                     | Ragnar Kamp, Hakan Rudström, Björn Rudström, Christer Martensson                      | Svédország |
| 1978 Winnipeg                     | Bob Nichols, Bill Strum, Tom Locken, Bob Christman                                    | USA        |
| 1979 Bern                         | Kristian Sørum, Morten Sørum, Eigil Ramsfjell, Gunnar Meland                          | Norvégia   |
| 1980 Moncton                      | Rick Folk, Ron Mills, Tom Wilson, Jim Wilson                                          | Kanada     |
| 1981 London                       | Jörg Tanner, Jörg Hornisberger, Patrik Lörtscher, Franz Tanner                        | Svájc      |
| 1982 Garmisch-Partenkirchen       | Al Hackner, Rick Lang, Bob Nicol, Bruce Kennedy                                       | Kanada     |
| 1983 Regina                       | Ed Werenich, Paul Savage, John Kawaja, Neil Harrison                                  | Kanada     |
| 1984 Duluth                       | Eigil Ramsfjell, Sjur Loen, Gunnar Meland, Bo Bakke                                   | Norvégia   |
| 1985 Glasgow                      | Al Hackner, Rick Lang, Ian Tetley, Pat Perroud                                        | Kanada     |
| 1986 Kelowna                      | Ed Lukowich, John Ferguson, Neil Houston, Brent Syme                                  | Kanada     |
| 1987 Vancouver                    | Russ Howard, Glenn Howard, Tim Belcourt, Kent Carstairs                               | Kanada     |
| 1988 Lausanne                     | Eigil Ramsfjell, Sjur Loen, Morten Søgaard, Bo Bakke                                  | Norvégia   |
| 1989 Milwaukee                    | Pat Ryan, Randy Ferbey, Don Walchuk, Don McKenzie, Murray Ursuliak                    | Kanada     |
| 1990 Västerås                     | Ed Werenich, John Kawaja, Ian Tetley, Pat Perroud, Neil Harrison                      | Kanada     |
| 1991 Winnipeg                     | David Smith, Graeme Connal, Peter Smith, David Hay, Mike Hay                          | Skócia     |
| 1992 Garmisch-Partenkirchen       | Markus Eggler, Frédéric Jean, Stefan Hofer, Björn Schröder                            | Svájc      |
| 1993 Genf                         | Russ Howard, Glenn Howard, Wayne Middaugh, Peter Corner, Larry Merkley                | Kanada     |
| 1994 Oberstdorf                   | Rick Folk, Pat Ryan, Bert Gretzinger, Gerry Richard, Ron Steinhauer                   | Kanada     |
| 1995 Brandon                      | Kerry Burtnyk, Jeff Ryan, Rob Meakin, Keith Fenton, Denis Fillion                     | Kanada     |
| 1996 Hamilton                     | Jeff Stoughton, Ken Tresoor, Garry Vandenberghe, Steve Gould, Darryl Gunnlaugson      | Kanada     |
| 1997 Bern                         | Peter Lindholm, Tomas Nordin, Magnus Swartling, Peter Narup, Marcus Feldt             | Svédország |
| 1998 Kamloops                     | Wayne Middaugh, Graeme McCarrel, Ian Tetley, Scott Bailey, David Carruthers           | Kanada     |
| 1999 St. John                     | Hammy McMillan, Warwick Smith, Ewan MacDonald, Peter Loudon, Gordon Muirhead          | Skócia     |
| 2000 Glasgow                      | Greg McAulay, Brent Pierce, Bryan Miki, Jody Sveistrup, Darin Fenton                  | Kanada     |
| 2001 Lausanne                     | Peter Lindholm, Tomas Nordin, Magnus Swartling, Peter Narup, Anders Kraupp            | Svédország |
| 2002 Bismarck                     | David Nedohin, Randy Ferbey, Scott Pfeifer, Marcel Rocque, Dan Holowaychuk            | Kanada     |
| 2003 Winnipeg                     | David Nedohin, Randy Ferbey, Scott Pfeifer, Marcel Rocque, Dan Holowaychuk            | Kanada     |
| 2004 Gävle                        | Peter Lindholm, Tomas Nordin, Magnus Swartling, Peter Narup, Anders Kraupp            | Svédország |
| 2005 Victoria                     | Randy Ferbey, David Nedohin, Scott Pfeifer, Marcel Rocque                             | Kanada     |
| 2006 Lowell                       | David Murdoch, Ewan MacDonald, Warwick Smith, Euan Byers, Peter Smith                 | Skócia     |
| 2007 Edmonton                     | Glenn Howard, Richard Hart, Brent Laing, Craig Savill, Stephen Bice                   | Kanada     |
| 2008 Grand Forks                  | Kevin Martin, John Morris, Marc Kennedy, Ben Hebert                                   | Kanada     |
| 2009 Moncton                      | David Murdoch, Ewan MacDonald, Peter Smith, Euan Byers, Graeme Connal                 | Skócia     |
| 2010 Cortina d’Ampezzo            | Kevin Koe, Blake MacDonald, Carter Rycroft, Nolan Thiessen, Jamie King                | Kanada     |
| 2011 Regina                       | Jeff Stoughton, Jonathan Mead, Reid Carruthers, Steve Gould, Garth Smith              | Kanada     |
| 2012 Bázel                        | Glenn Howard, Wayne Middaugh, Brent Laing, Craig Savill, Scott Howard                 | Kanada     |
| 2013 Victoria                     | Niklas Edin, Sebastian Kraupp, Fredrik Lindberg, Viktor Kjall, Oskar Eriksson         | Svédország |
| 2014 Peking                       | Thomas Ulsrud, Torger Nergård, Christoffer Svae, Håvard Vad Petersson, Markus Høiberg | Norvégia   |
| 2015 Halifax                      | Niklas Edin, Oskar Eriksson, Kristian Lindström, Christoffer Sundgren, Henrik Leek    | Svédország |
| 2016 Bázel                        | Kevin Koe, Marc Kennedy, Brent Laing, Ben Hebert, Scott Pfeifer                       | Kanada     |
| 2017 Edmonton                     | Brad Gushue, Mark Nichols, Brett Gallant, Geoff Walker, Tom Sallows                   | Kanada     |
| 2018 Las Vegas                    | Niklas Edin, Oskar Eriksson, Rasmus Wranå, Christoffer Sundgren, Henrik Leek          | Svédország |

## Női csapatok
| Év, helyszín                | Világbajnokok                                                                              | Ország      |
| --------------------------- | ------------------------------------------------------------------------------------------ | ----------- |
| 1979 Perth                  | Gaby Casanova, Betty Bourquin, Linda Thommen, Rosi Manger                                  | Svájc       |
| 1980 Perth                  | Marj Mitchell, Nancy Kerr, Shirley McKendry, Wendy Leach                                   | Kanada      |
| 1981 Perth                  | Elisabeth Högström, Carina Olsson, Birgitta Sewik, Karin Sjögren                           | Svédország  |
| 1982 Genf                   | Marianne Jörgensen, Helena Blach, Astrid Birnbaum, Jette Olsen                             | Dánia       |
| 1983 Moose Jaw              | Erika Müller, Barbara Meyer, Barbara Meier, Cristina Wirz                                  | Svájc       |
| 1984 Perth                  | Connie Laliberte, Christine More, Corinne Peters, Janet Arnott                             | Kanada      |
| 1985 Jönköping              | Linda Moore, Lindsay Sparkes, Debbie Jones, Laurie Carney                                  | Kanada      |
| 1986 Kelowna                | Marilyn Bodogh-Darte, Kathy McEdwards, Christine Bodogh-Jurgenson, Jan Augustyn            | Kanada      |
| 1987 Lake Forest            | Pat Sanders, Georgina Hawkes, Louise Herlinvaux, Deb Massullo                              | Kanada      |
| 1988 Glasgow                | Andrea Schöpp, Almut Hege-Schöll, Monika Wagner, Suzanne Fink                              | NSZK        |
| 1989 Milwaukee              | Heather Houston, Lorraine Lang, Diane Adams, Tracy Kennedy, Gloria Taylor                  | Kanada      |
| 1990 Västerås               | Dordi Nordby, Hanne Pettersen, Mette Halvorsen, Anne Jøtun                                 | Norvégia    |
| 1991 Winnipeg               | Dordi Nordby, Hanne Pettersen, Mette Halvorsen, Anne Jøtun, Marianne Aspelin               | Norvégia    |
| 1992 Garmisch-Partenkirchen | Elisabet Johansson, Katarina Nyberg, Louise Marmont, Elisabeth Persson, Annika Lööf        | Svédország  |
| 1993 Genf                   | Sandra Peterson, Jan Betker, Joan McCusker, Marcia Gudereit, Atina Ford                    | Kanada      |
| 1994 Oberstdorf             | Sandra Peterson, Jan Betker, Joan McCusker, Marcia Gudereit, Atina Ford                    | Kanada      |
| 1995 Brandon                | Elisabet Gustafson, Katarina Nyberg, Louise Marmont, Elisabeth Persson, Helena Svensson    | Svédország  |
| 1996 Hamilton               | Marilyn Bodogh, Kim Gellard, Cori Beveridge, Jane Hooper Perroud, Lisa Savage              | Kanada      |
| 1997 Bern                   | Sandra Schmirler, Jan Betker, Joan McCusker, Marcia Gudereit, Atina Ford                   | Kanada      |
| 1998 Kamloops               | Elisabet Gustafson, Katarina Nyberg, Louise Marmont, Elisabeth Persson, Margaretha Lindahl | Svédország  |
| 1999 St. John               | Elisabet Gustafson, Katarina Nyberg, Louise Marmont, Elisabeth Persson, Margaretha Lindahl | Svédország  |
| 2000 Glasgow                | Kelley Law, Julie Skinner, Georgina Wheatcroft, Diane Nelson, Cheryl Noble                 | Kanada      |
| 2001 Lausanne               | Colleen Jones, Kim Kelly, Mary-Anne Waye, Nancy Delahunt, Laine Peters                     | Kanada      |
| 2002 Bismarck               | Jackie Lockhart, Sheila Swan, Katriona Fairweather, Anne Laird, Edith Loudon               | Skócia      |
| 2003 Winnipeg               | Debbie McCormick, Allison Pottinger, Ann Swisshelm Silver, Tracy Sachtjen, Joni Cotten     | USA         |
| 2004 Gävle                  | Colleen Jones, Kim Kelly, Mary-Anne Arsenault, Nancy Delahunt, Mary Sue Radford            | Kanada      |
| 2005 Paisley                | Anette Norberg, Eva Lund, Cathrine Lindahl, Anna Bergström, Ulrika Bergman                 | Svédország  |
| 2006 Grande Prairie         | Anette Norberg, Eva Lund, Cathrine Lindahl, Anna Svärd, Ulrika Bergman                     | Svédország  |
| 2007 Aomori                 | Kelly Scott, Jeanna Schraeder, Sasha Carter, Renee Simins, Michelle Allen                  | Kanada      |
| 2008 Vernon                 | Jennifer Jones, Cathy Overton-Clapham, Jill Officer, Dawn Askin, Jennifer Clark-Rouire     | Kanada      |
| 2009 Gangneung              | Bingyu Wang, Yin Liu, Qingshuang Yue, Yan Zhou, Jinli Liu                                  | Kína        |
| 2010 Swift Current          | Andrea Schöpp, Monika Wagner, Melanie Robillard, Stella Heiss, Corrina Scholz              | Németország |
| 2011 Esbjerg                | Anette Norberg, Cecilia Östlund, Sara Carlsson, Lotta Lennartsson, Karin Rudström          | Svédország  |
| 2012 Lethbridge             | Mirjam Ott, Carmen Schäfer, Carmen Küng, Janine Greiner. Alina Pätz                        | Svájc       |
| 2013 Riga                   | Eve Muirhead, Anna Sloan, Vicki Adams, Claire Hamilton, Lauren Gray                        | Skócia      |
| 2014 Saint John             | Binia Feltscher, Irene Schori, Franziska Kaufmann, Christine Urech, Carole Howald          | Svájc       |
| 2015 Szapporo               | Alina Pätz, Nadine Lehmann, Marisa Winkelhausen, Nicole Schwägli, Carole Howald            | Svájc       |
| 2016 Swift Current          | Binia Feltscher, Irene Schori, Franziska Kaufmann, Christine Urech, Carole Howald          | Svájc       |
| 2017 Peking                 | Rachel Homan, Emma Miskew, Joanne Courtney, Lisa Weagle, Cheryl Kreviazuk                  | Kanada      |
| 2018 North Bay              | Jennifer Jones, Kaitlyn Lawes, Jill Officer, Dawn McEwen, Shannon Birchard                 | Kanada      |